# 大夜味駅
大夜味駅（テヤミえき）は、大韓民国京畿道軍浦市大夜味洞にある、韓国鉄道公社（KORAIL）安山線の駅。駅番号は(446)。

## 駅構造
相対式ホーム2面2線を有する高架駅。
出入口は1番と2番の2か所ある。

### のりば
| 1 | ●安山線 | 衿井・舎堂・ソウル駅・榛接方面 |
| 2 | ●安山線 | 常緑樹・中央・安山・烏耳島方面 |

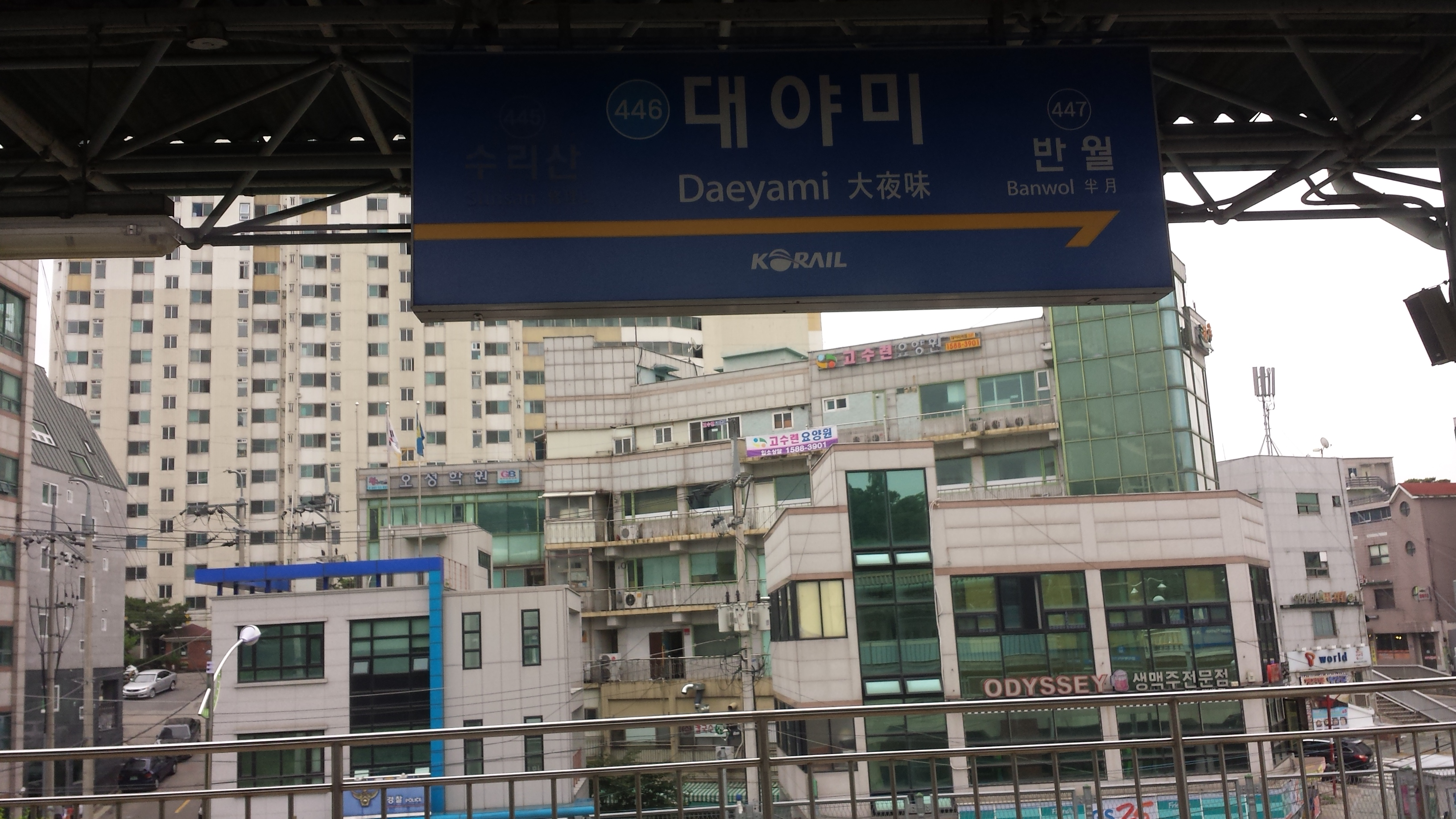
駅名標（2010年1月）

## 駅周辺
駅周辺にはわずかにマンションが建ち並んでいるが、住宅はそれほど多くなく、隣の半月駅にかけて、のどかな田園地帯が広がる。
- 軍浦市保健所
- 大夜洞住民センター
- 大夜味セントラルアイパークアパート
- 大夜味大林eピョナン世上アパート
- 大夜初等学校
- 屯垈初等学校
- 半月貯水池
- 月光寺
- 西海岸高速道路 屯垈JCT
- 嶺東高速道路 軍浦IC

## 歴史
- 1988年10月25日 - 開業。

## 利用状況
| 路線    | 乗車人員 | 乗車人員 | 乗車人員 | 乗車人員 | 乗車人員 | 乗車人員 | 乗車人員 | 乗車人員 | 乗車人員 | 乗車人員 | 注 釈 |
| 路線    | 2000年   | 2001年   | 2002年   | 2003年   | 2004年   | 2005年   | 2006年   | 2007年   | 2008年   | 2009年   | 注 釈 |
| ------- | -------- | -------- | -------- | -------- | -------- | -------- | -------- | -------- | -------- | -------- | ----- |
| ●安山線 | 1944     | 2050     | 2304     | 2456     | 2066     | 2114     | 2210     | 2416     | 3138     | 3502     | [ 1 ] |

## 隣の駅
韓国鉄道公社
●安山線
急行
通過
緩行
修理山駅 (445) - 大夜味駅 (446) - 半月駅 (447)